# Armoiries de la Somalie
La version actuelle des armoiries de la Somalie a été approuvée le 10 octobre 1956. Sur le blason, on peut voir, sur un champ d'azur, avec une bordure d'or, une étoile à cinq branches d'argent. Le blason est soutenu par deux léopards.
Dans la partie inférieure, on peut voir, croisées, deux flèches et deux feuilles de palmier avec une ceinture sans devise.